# Obszar ochrony ścisłej Pożary
Pożary – obszar ochrony ścisłej o powierzchni 137,78 ha położony w południowej części Kampinoskiego Parku Narodowego. Został utworzony w 1977 roku, leży ok. 1,5 km na wschód od zabudowań wsi Józefów. Teren jest niedostępny, można go dojrzeć ze wzniesień w obszarze ochrony ścisłej Karpaty.
Obszar ochrony ścisłej obejmuje „dużą kotlinę bagienną z torfowiskami niskimi, z dobrze zachowanymi zbiorowiskami: turzycowiskami, łozowiskami, olsami i szuwarami”. Wśród flory występują m.in. jaskier wielki, bobrek trójlistkowy i siedmiopalecznik błotny, teren stanowi miejsce lęgu i żerowania dla ptactwa wodnego, błotnego i drapieżników oraz ostoję dla łosi.